# Trance 90's
Trance 90’s gavs ut under 2003 i Tyskland som en dubbel-cd av Polystar Records. Tidigare har även serien Trance 80'sutgivits.

## Låtlista CD1
1. Culture Beat,  Mr. Vain Recall (3:30)
2. Snap!,  Rhythm Is A Dancer 2003 (CJ Stone Radio Mix) (3:40)
3. Alex C.,  Rhythm Of The Night (3:45)
4. 2 Unlimited,  No Limit 2.3 (Master Blaster Radio Edit) (3:10)
5. Haddaway,  What Is Love Reloaded (2:54)
6. Mysterio, There Is A Star (3:36)
7. Playahitty vs. Sasha De Vries,  The Summer Is Magic (3:56)
8. Bang Gang,  I Like To Move It (3:24)
9. Alex Butcher,  More And More (3:41)
10. Cappella,  U Got 2 Let The Music (3:37)
11. Happymen vs. Gala Freed, From Desire 2003 (3:40)
12. Clubzone,  Rainy Day (3:50)
13. Digital Rockers, I Believe (3:19)
14. Candice,  Get Here (3:27)
15. Lazard,  4 O'Clock In The Morning (DJs @ Work Radio Edit) (3:39)
16. DJ Dave,  Killing Me Softly (3:41)
17. Safyre,  I Will Always Love You (3:58)
18. Seikos pres. Hyper,  Ride On A Meteorite (3:22)
19. O.L.F.,  You Are Not Alone (3:58)
20. DJ Deep,  Eurodance Megamix '03 (Extended Mix) (6:36)

## Låtlista CD2
1. T90,  Taste Of Summer (DJ Dean Remix) (3:57)
2. Brightness , In My Dreams (3:33)
3. Terence,  Earth Song (3:54)
4. Sultry,  What's Up (4:03)
5. Icecrusher,  Knockin' (3:16)
6. Task Force vs. DJ Steve L,  Without You (3:49)
7. Das Modul vs. E-Love,  Computerliebe 7.1 (3:46)
8. Modern Clubbing,  You're My Heart You're My Soul (3:36)
9. Illusion, Wind Of Change (3:35)
10. Mythos 'N Watergate,  A Neverending Dream (3:21)
11. JB Venus,  All I Gave To You (2:58)
12. SurfGiants,  Who's Sorry Now? (3:06)
13. The Sax Brothers,  Bakerstreet (3:38)
14. DJ Red 5,  Da Beat Goes 2003 (3:38)
15. Pariz,  One Of Us (Jordan & Baker Remix) (3:20)
16. Yomanda,  You're Free (Voodoo & Serano Remix) (3:10)
17. RMB, Spring (Talla 2XLC Radio Edit) (3:06)
18. NFK,  Don't You Want Me (You Want Me Remix) (3:58)
19. Cosmic Gate,  Somewhere Over The Rainbow (3:44)
20. 4 Clubbers,  Children (Future Breeze vs. Junkfood Junkies Radio Edit) (3:30)